# Campoplex apicalis
Campoplex apicalis là một loài tò vò trong họ Ichneumonidae.